# Living in America
Singles de James Brown
Unity
(1984) Gravity
(1986)
Living in America est une chanson de 1985 du chanteur américain James Brown. En 1987, James Brown obtient pour ce titre le Grammy Award de la meilleure prestation vocale R&B masculine.

## Classements
| Classement des meilleures ventes de 45 tours (1986) | Meilleure position |
| --------------------------------------------------- | ------------------ |
| Belgique                                            | 2                  |
| Canada                                              | 5                  |
| France                                              | 18                 |
| Allemagne                                           | 12                 |
| Italie (FIMI)                                       | 13                 |
| Royaume-Uni                                         | 5                  |
| États-Unis (Billboard Hot 100)                      | 4                  |